# 江川崎駅
江川崎駅（えかわさきえき）は、高知県四万十市西土佐江川崎にある、四国旅客鉄道（JR四国）予土線の駅である。駅番号はG34。

## 歴史
- 1953年（昭和28年）3月26日：日本国有鉄道の駅として開業[1]。当時は終着駅だった。
- 1966年（昭和41年）7月1日：火薬類の取扱を廃止。
- 1974年（昭和49年）
  - 3月1日：当駅 - 若井間が開業し中間駅となる[3]。
  - 10月1日：貨物取扱廃止[1]。
- 1984年（昭和59年）2月1日：荷物扱い廃止[1]。
- 1987年（昭和62年）4月1日：国鉄分割民営化により四国旅客鉄道の駅となる[1]。
- 1995年（平成7年）4月1日：正社員の配置を取り止め、契約社員1人だけの配置とする[4]。
- 2010年（平成22年）10月1日：契約社員の配置を取り止め、無人化[5][6]。

## 駅構造
島式ホーム1面2線と留置線を有する地上駅。駅舎は一部二階建てである。起点終点も含めて予土線で唯一の直営駅であったが、2010年10月1日に無人化された。公式には駅員無配置であるが、駅舎内の窓口では、地元自治体が請け負う形でSきっぷや定期券のみを販売している。近距離切符は販売せず、整理券を取って下車駅や車内（運転士または車掌）で支払うことになっている。

### のりば
| のりば | 路線    | 方向 | 行先             |
| ------ | ------- | ---- | ---------------- |
| 1・2   | ■予土線 | 下り | 近永・宇和島方面 |
| 1・2   | ■予土線 | 上り | 若井・窪川方面   |

付記事項
- 駅舎側（線路南側）が1番線である。折り返し列車がある関係で、上下線とも時間帯によって発着のりばが異なる。
- 1988年4月10日時点では、宇和島発22時台終わりの最終は、当駅に0時過ぎに到着していた[7]。

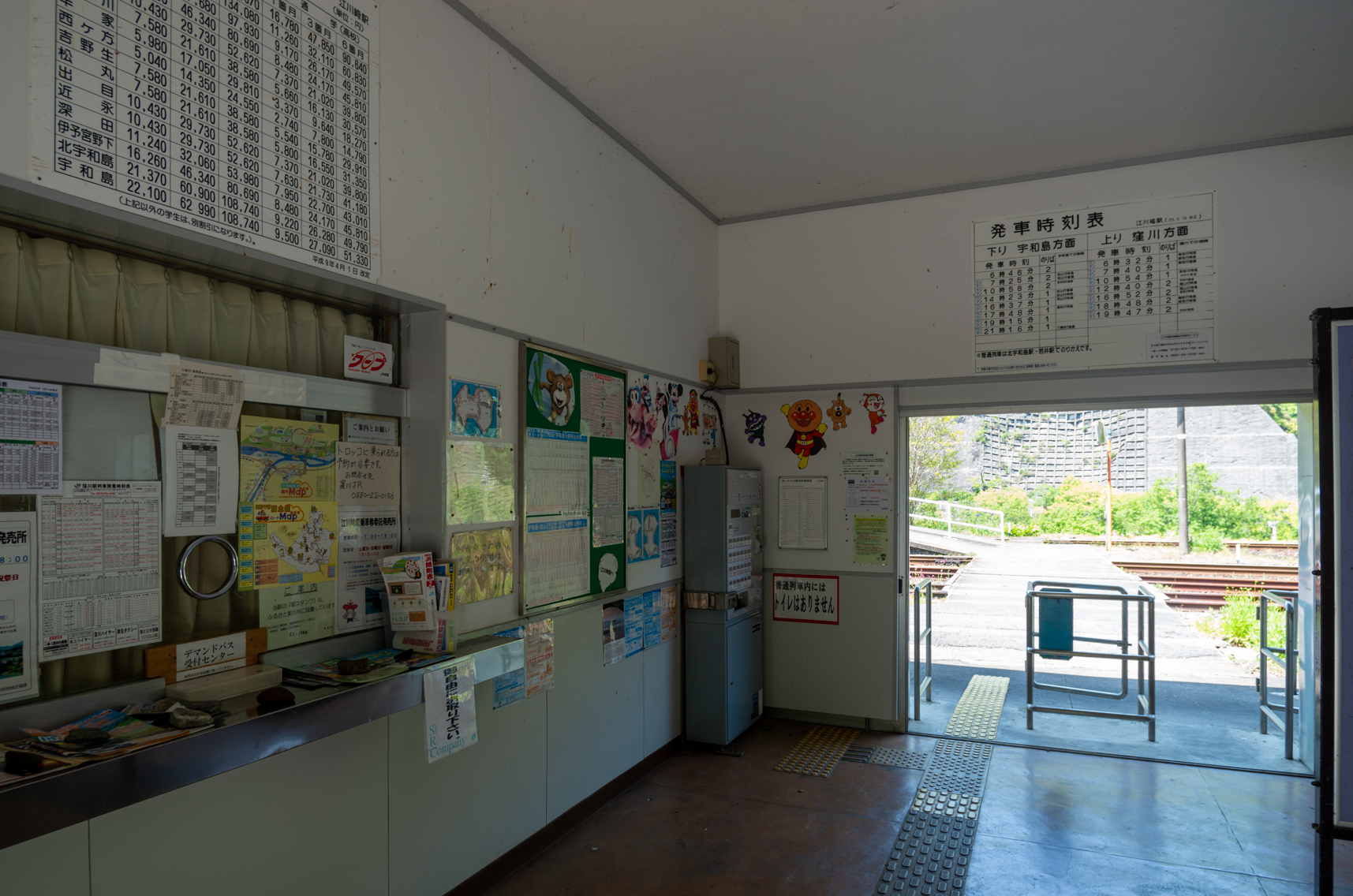
きっぷうりば（2013年5月）
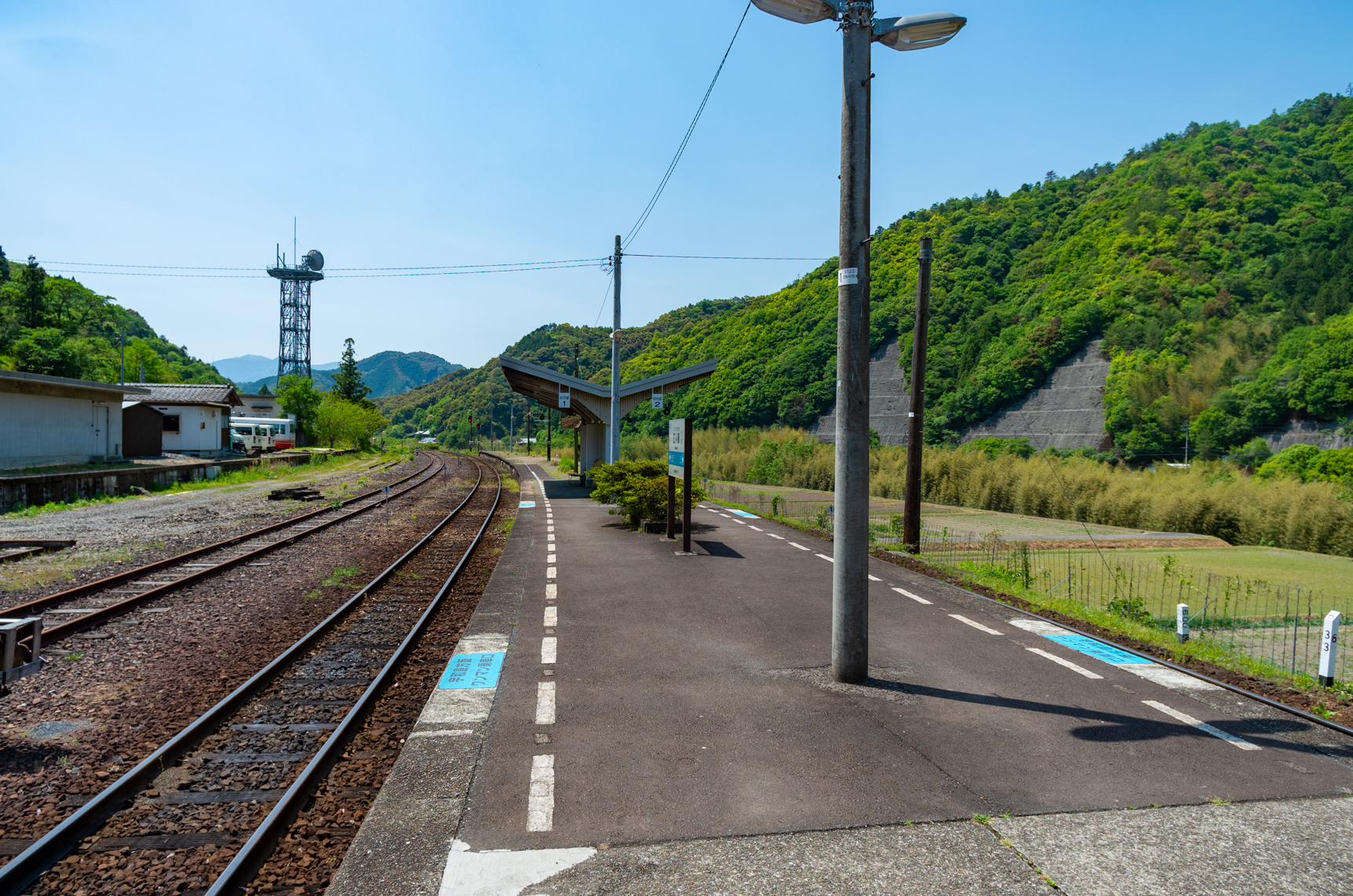
ホーム（2013年5月）

## 利用状況
1日の平均乗降人員は以下の通りである。
| 1日乗降人員推移 | 1日乗降人員推移 |
| 年度            | 1日平均人数     |
| --------------- | --------------- |
| 2011年          | 52              |
| 2012年          | 48              |
| 2013年          | 60              |
| 2014年          | 56              |
| 2015年          | 52              |
| 2016年          | 50              |
| 2017年          | 46              |
| 2018年          | 46              |

## 駅周辺
駅の東側に隣接して観光案内所（四万十川ふるさと案内所）がある。
- 高知県農業協同組合（JA高知県）西土佐支所
- ホテル星羅四万十
- 四万十・川の駅カヌーの館
- 四万十楽舎
- 日本一のもみの木（新玉神社） - 幹廻りは7.8メートル。樹齢は推定300年といわれる（※2013年に倒木）
- 国道381号
- 国道441号
- 高知県道331号江川崎停車場線
- 広見川
- 四万十川
- 四万十市立西土佐小学校
- 四万十市立西土佐中学校

### バス路線
駅前に「JR江川崎駅」停留所があり、下記の各路線が乗入れる。
高知西南交通
- 中村駅 - 市役所 - 江川崎線
  - 中村駅 / 保健センター

※休日と年末年始（12月31日 - 翌年1月3日）は運休。
四万十市営バス
- 黒尊線
  - 旧黒尊事業所 / 保健センター

※午後に1往復のみ運行。休日と正月三が日は運休。

## 隣の駅
四国旅客鉄道（JR四国）
■予土線
- 臨時観光列車「しまんトロッコ」停車駅

半家駅 (G33) - 江川崎駅 (G34) - 西ケ方駅(G35)